# Pseudopalmulinae
Pseudopalmulinae es una subfamilia de foraminíferos bentónicos de la Familia Semitextulariidae, de la superfamilia Palaeotextularioidea, del suborden Fusulinina y del orden Fusulinida. Su rango cronoestratigráfico abarca desde el Devónico medio hasta el Devónico superior.

## Discusión
Clasificaciones más recientes incluyen Pseudopalmulinae en la superfamilia Semitextularioidea, del suborden Earlandiina, del orden Earlandiida, de la subclase Afusulinana y de la clase Fusulinata. Algunas clasificaciones lo han incluido en la familia Pseudopalmulidae, de la superfamilia Pseudopalmuloidea, del orden Pseudopalmulida.

## Clasificación
Pseudopalmulinae incluye a los siguientes géneros:
- Paratextularia †
- Petchorina †
- Pseudopalmula †

Otro género considerado en Pseudopalmulinae es:
- Cremsia †, aceptado como Paratextularia